# Supercraft
Supercraft je autorski tim koji je okupio Zlatko Devedžić u Puli. Uz Zlatka Devedžića ostali članovi tima su bili Nina Devernaj i Alvaro Manzin. Autorski tim počinje djelovati u listopadu 1989. godine okupljanjem oko zajedničkog projekta izgradnje hoverkrafta nazvanog Supercraft. Nakon inicijalnog projekta autorski tim nastavlja s redovitim radom na području kulture. Bavi se organizacijom različitih vidova umjetničkih performansa, modnih revija, kazališnih predstava, glazbenih događaja, izložbi, projekcija, unutrašnjim dizajnom prostora, izradom scenografija i umjetničkih instalacija. Prostor iz kojeg djeluju od samih početaka je Pulska obalna utvrda Fort Bourguignon. 

## Revitalizacija utvrde Fort Borguignon
Autorski tim Supercaft dobio je na korištenje tvrđavu Fort Bourguignon temeljem prizivnog natječaja 1994. godine. Projekt Supercrafta bio je iznimno dobro pripremljen - predviđao je sanaciju građevine, vraćanje prvobitne fizionomije objekta, prenamjenu objekta u višenamjenski prostor funkcionalne adaptibilnosti bez narušanja spomeničke kvalitete objekta. (kulturna zbivanja, radionice, izložbe, turizam, zabava, edukacija, stvaranje arhiva o bogatoj fortifikacijskoj arhitekturi, ...) - a ostvarili su i više od predviđenog. Svečano otvaranje utvrde je bilo u rujnu1995. godine, utvrdu je otvorila tadašnja ministrica kulture Vesna Girardi-Jurkić i predala je mladim ljudima. Namjera im nije bila napraviti elitno mjesto (klasičan muzej, klasičan ugostiteljski objekt, glamurozno mjesto, i sl.) već revitalizirati - doslovno oživjeti građevinu svakodnevnim akcijama i sadržajima koji ne narušavaju građevinske, arhitektonske i spomeničke vrijednosti objekta. Važno je reći da je fort Bourguignon revitaliziran i uz pomoć Arheološkog muzeja Istre, ali ponajviše energijom i dobrovoljnim angažmanom skupine entuzijasta, ostalih autora i umjetnika. Projekt revitalizacije utvrde je bio jedan od prvih samoodrživih kulturnih projekata u Hrvatskoj te nije koristio gradska, županijska i državna financijska sredstva.

## Supercraft danas
Supercraft je u višegodišnjem sudskom procesu s gradom Pulom vezano uz utvrdu Fort Boruguignon. Djelovanje Supercrafta u utvrdi prestaje 14. listopada 2007.godine. kada su i deložirani. Pojedini članovi djeluju još i danas, a uglavnom se bave skupljanjem, arhiviranjem i objavljivanjem građe koje su skupili tijekom godina svog djelovanja.

## Vanjske poveznice
- Rođenje jednog plemena: techno i trance u Puli prije 22 godine